# Don’t Tell Me That It’s Over
Don’t Tell Me That It’s Over ist ein Lied der britischen Sängerin Amy Macdonald. Es erschien im Februar 2010 als erste Singleauskopplung aus ihrem zweiten Studioalbum A Curious Thing.

## Entstehung und Veröffentlichung
Geschrieben wurde der Liedtext von Amy MacDonald selbst, produziert wurde das Lied von Pete Wilkinson. Es wurde am 26. Februar 2010 in Deutschland, Österreich und der Schweiz erstveröffentlicht. Zu der Single existieren drei verschiedene CD-Cover, beim ersten steht sie vor einer Wand, beim zweiten liegt sie in einem blauen Oberteil auf einer edlen Sitzbank und beim dritten sitzt sie auf einer Couch. Es gibt zwei verschiedene CD-Formate, einmal gibt es die 2-Track-Single, welche das Lied Town Called Malice (Radio 2 Simon Mayo Session) als B-Seite enthält, dann gibt es noch die normale Maxi-CD, mit den B-Seiten Young Lovers, Rock ’n’ Roll Star (Acoustic Version) und das Musikvideo zu Don’t Tell Me That It’s Over.

## Inhalt
Im Lied besingt Macdonald offenbar die negativen Seiten des Lebens – insbesondere negative Gefühle – und wünscht sich, dass diese eines Tages alle vorüber sind. Allerdings sieht sie ein, dass diese Seiten zum Leben nunmal dazu gehören und deshalb immer wiederkommen werden:

„I dream of a day when it’s all gone away and the sun is shining bright,

I dream of a day when it’s all gone away, but dreams are for night.“

Laut Macdonalds eigener Aussage geht es in dem Lied aber vor allem darum, sich nicht von anderen bevormunden zu lassen, sondern die Dinge selbst in die Hand zu nehmen:

„And I wanna see, what it’s all about,

And I wanna live, wanna give something back.

Don’t tell me that it’s over,

It's only just begun.“

## Musikvideo
Zu diesem Lied gibt es auch ein Musikvideo, in dem Macdonald in einem weißen Anzug zu sehen ist, wie sie auf einem nachgebauten Hochhausdach steht und eine Akustikgitarre spielt. Im Hintergrund werden ständig wechselnde Naturszenen wie Gewitter und Sonnenschein oder Tag und Nacht eingespielt, was möglicherweise das Wechselspiel der guten und schlechten Seiten im Leben darstellen soll.

## Kommerzieller Erfolg

### Chartplatzierungen
In Deutschland stieg Don’t Tell Me That It’s Over in der ersten Woche gleich auf Platz 6 der Single-Charts ein. Insgesamt konnte das Lied sich 22 Wochen in den Top 100 halten, sechs Wochen davon hielt es sich in den Top 20. Was die Höchstplatzierung angeht, war sie in der Schweiz am besten platziert, dort konnte sie Position vier erreichen, dafür konnte sie sich aber nur 16 Wochen in den Top 100 halten. Am schlechtesten lief es im Vereinigten Königreich, dort konnte in nur zwei Wochen Platz 48 als Höchstposition erreicht werden. In Deutschland und Österreich war es nach This Is the Life der zweite Top-10-Erfolg für Amy Macdonald. In der Schweiz war es sogar schon der dritte Top-5-Hit, davor konnten sich auch schon Mr Rock & Roll und This Is the Life in den Top 5 platzieren.
| ChartsChartplatzierungen     | Höchstplatzierung | Wochen |
| ---------------------------- | ----------------- | ------ |
| Deutschland (GfK)            | 6 (22 Wo.)        | 22     |
| Österreich (Ö3)              | 10 (22 Wo.)       | 22     |
| Schweiz (IFPI)               | 4 (16 Wo.)        | 16     |
| Vereinigtes Königreich (OCC) | 48 (2 Wo.)        | 2      |

| ChartsJahrescharts (2010) | Platzierung |
| ------------------------- | ----------- |
| Deutschland (GfK)         | 73          |
| Österreich (Ö3)           | 65          |
| Schweiz (IFPI)            | 70          |

### Auszeichnungen für Musikverkäufe
In der Schweiz wurde die Single 2010 mit Gold ausgezeichnet.
| Land/Region    | Auszeichnungen für Musikverkäufe (Land/Region, Auszeichnung, Verkäufe) | Verkäufe |
| -------------- | ---------------------------------------------------------------------- | -------- |
| Schweiz (IFPI) | Gold                                                                   | 15.000   |
| Insgesamt      | 1× Gold ·                                                              | 15.000   |